# Scott Carpenter
Malcolm Scott Carpenter (ur. 1 maja 1925 w Boulder, zm. 10 października 2013 w Denver) – amerykański astronauta, pilot wojskowy, inżynier, komandor porucznik United States Navy.

## Życiorys
Ukończył studia z inżynierii lotniczej na Uniwersytecie Colorado. W 1949 wstąpił do Marynarki Wojennej Stanów Zjednoczonych, a w 1951 ukończył szkolenie jako lotnik morski w Akademii Marynarki Wojennej w Annapolis. Podczas wojny koreańskiej latał w misjach na dwusilnikowych samolotach patrolowych typu Lockheed P-2V Neptune, wyposażonych już w tym czasie w dwa dodatkowe silniki odrzutowe. W 1954 został skierowany do szkoły pilotów doświadczalnych marynarki w bazie lotniczej Patuxent River. Po jej ukończeniu latał jako pilot doświadczalny, a także służył na lotniskowcu USS „Hornet”.
2 kwietnia 1959 NASA wybrała go do pierwszej grupy astronautów, których przewidywano do lotów kosmicznych w ramach programu Mercury. 20 lutego 1962 był dublerem Johna Glenna podczas pierwszego lotu orbitalnego obywatela Stanów Zjednoczonych. W następnym locie orbitalnym początkowo miał uczestniczyć Donald Slayton, jednak na skutek problemów z sercem został wycofany z załogi Mercury 7, a jego miejsce zajął Carpenter. 

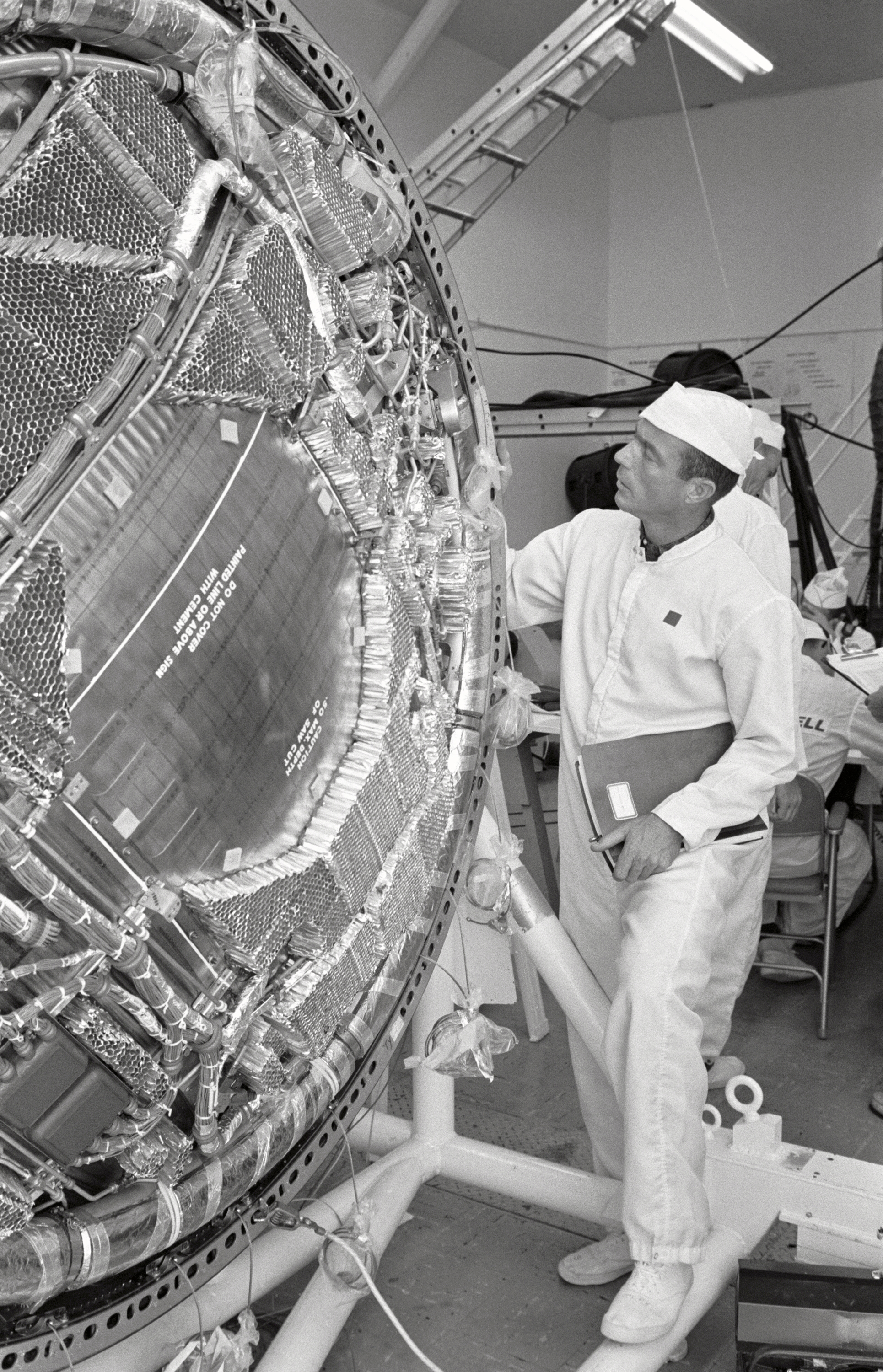
Scott Carpenter podczas inspekcji kapsuły „Aurora 7”

Start misji nastąpił 24 maja 1962. Carpenter znajdował się w kapsule o nazwie „Aurora 7”. Podobnie jak w poprzednich lotach statków Mercury wystąpiły problemy z klimatyzacją i w kabinie panowała temperatura wyższa od zakładanej. W czasie lotu astronauta określał usytuowanie kabiny według gwiazd, fotografował Ziemię i obiekty w przestrzeni kosmicznej, badał wpływ nieważkości na działanie swojego organizmu i odbył wiele rozmów z 14 stacjami naziemnymi, znajdującymi się wzdłuż trasy lotu. Ponadto na początku trzeciego okrążenia astronauta zgodnie z zaplanowanym rozkładem zajęć, wydobył z pojemnika i umieścił poza kabiną na 30-metrowej nici kolorowy balon o średnicy 90 cm. Obserwując go, badał opór, jaki stawiała balonowi rozrzedzona atmosfera, sprawdzał zdolność oceny odległości oraz szacował widoczność poszczególnych barw malowania balonu. Podczas lotu na orbicie satelitarnej Carpenter zjadł posiłek, na który złożyły się prasowane owoce – migdały, daktyle i orzechy – oraz czekolada i chleb. Gdy „Aurora 7” po raz trzeci zaczęła zbliżać się od zachodu do wybrzeży Ameryki, rozpoczęto przygotowania do zejścia z orbity. O godzinie 18.17 nadano z Ziemi sygnał „Retrofire” nakazujący uruchomienie rakiet hamujących. Silniki jednak nie zostały uruchomione i „Aurora” zaczęła oddalać się na wschód. Natychmiast polecono Carpenterowi uruchomić je ręcznie, co spowodowało 15-sekundowe opóźnienie. Ponadto, na skutek pewnych niedokładności nawigacyjnych, statek zamiast pod kątem 34 stopni wszedł w atmosferę pod kątem zaledwie 25 stopni. W efekcie wodowanie odbyło się około 400 km dalej niż zaplanowano. Przez 45 minut trwała przerwa w łączności radiowej z astronautą, podczas której nikt na Ziemi nie wiedział, co się z nim stało. Tymczasem Carpenter po szczęśliwym wodowaniu opuścił kapsułę i przeniósł się na tratwę ratunkową. O godzinie 19.20 dostrzeżono go z samolotu i pół godziny później, zrzucono płetwonurków, ale na podjęcie przez helikopter musiał jeszcze czekać półtorej godziny. Po locie wyszły na jaw powody, dla których Carpenter m.in. musiał czekać na „wyłowienie”. Były dowódca ratowniczej służby lotniczej USA gen. Dubose w liście do senatorów poinformował, że samoloty mogły wyratować astronautę o półtorej godziny wcześniej, zanim to zrobiły okręty, rzecz jednak w tym, że dowództwo marynarki nie pozwoliło zabrać Carpentera na pokład samolotu, gdyż US Navy miała ambicje sama wyłowić astronautę, jako że był on jej oficerem.
Podczas swojej jedynej misji kosmicznej, Carpenter spędził w kosmosie 4 godziny 56 minut i 5 sekund.
W 1964 astronauta uległ nieszczęśliwemu wypadkowi samochodowemu, doznając skomplikowanego złamania lewej ręki. Mimo operacji chirurgicznej lekarzom nie udało się przywrócić mu pełnej władzy w ręce, co postawiło pod znakiem zapytania jego dalszy udział w lotach kosmicznych. Wobec zaistniałej sytuacji został oddelegowany do prowadzenia badań podwodnych pod egidą marynarki wojennej. W 1965 spędził 30 dni (od 27 sierpnia do 26 września) w podwodnym laboratorium morskim Sealab II u wybrzeży Kalifornii (w rejonie La Jolla).
Grupę astronautów opuścił 10 sierpnia 1967. Pracował w dalszym ciągu w NASA, a następnie został dyrektorem operacji podwodnych Marynarki Wojennej USA. W 1969 przeszedł w stan spoczynku, po czym założył własną firmę Sea Sciences, Inc. zajmującą się rozwojem programów zagospodarowania zasobów morskich i ochrony środowiska morskiego. Współpracował m.in. z oceanografem Jacques'em Cousteau.

## Wybrane odznaczenia i nagrody
- Legia Zasługi
- Zaszczytny Krzyż Lotniczy
- The Collier Trophy
- New York City Gold Medal of Honor
- University of Colorado Recognition Medal
- Nagroda Lowella Thomasa[1]
- Universal Astronaut Insignia za lot orbitalny (nr 4, pośmiertnie) – Stowarzyszenie Uczestników Lotów Kosmicznych (Association of Space Explorers(inne języki))[2]

## Publikacje książkowe
- For Spacious Skies – autobiografia
- The Steel Albatross – technothriller
- Deep Flight – technothriller